# Brunelliaceae
Brunelliaceae – monotypowa rodzina roślin z rzędu szczawikowców Oxalidales. Obejmuje jeden rodzaj Brunellia z 56 gatunkami występującymi w górach Ameryki Środkowej i Południowej oraz na Wielkich Antylach. W większości rośliny te występują w górskich lasach tropikalnych.

## Morfologia

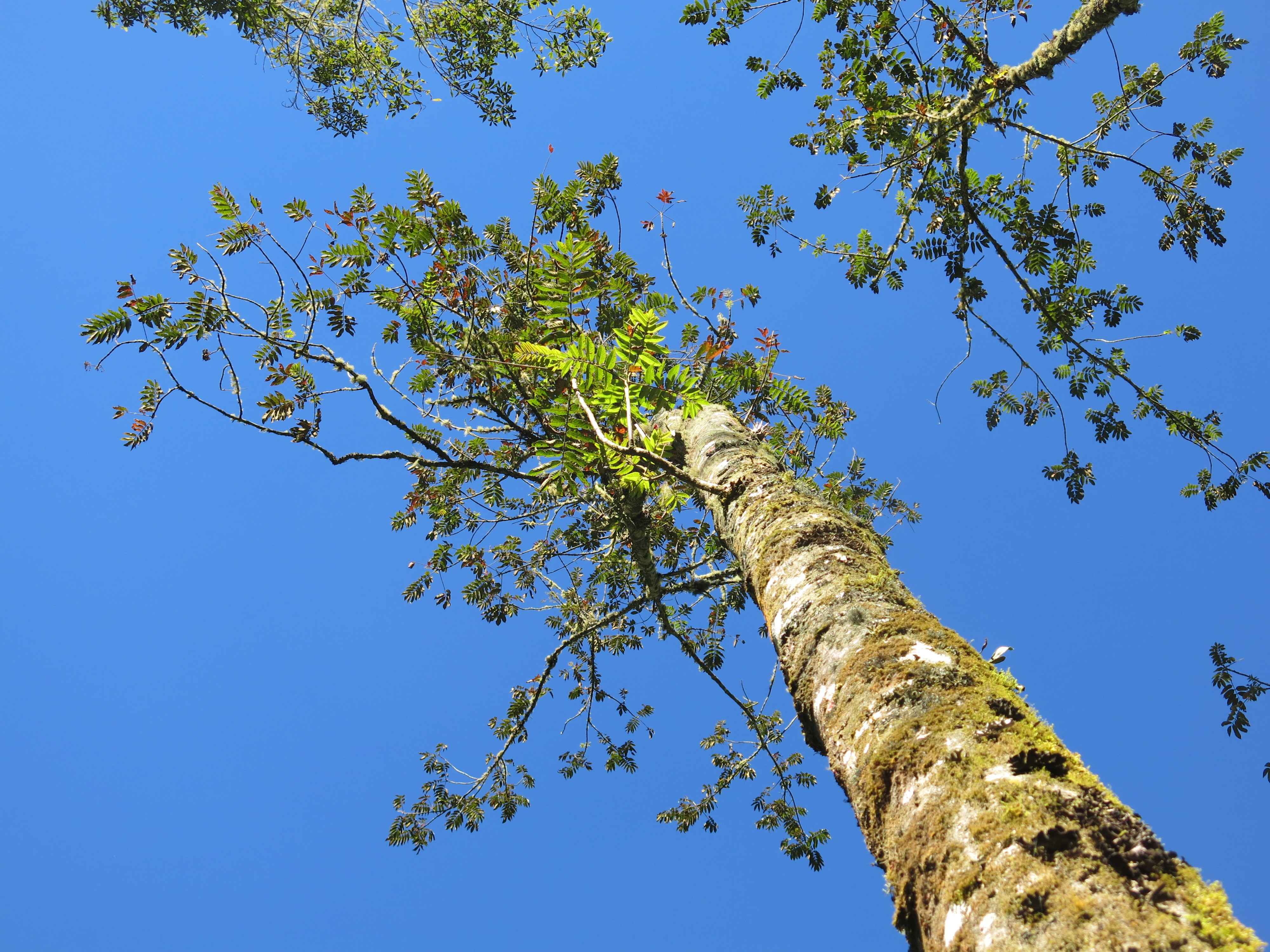
Brunellia comocladifolia

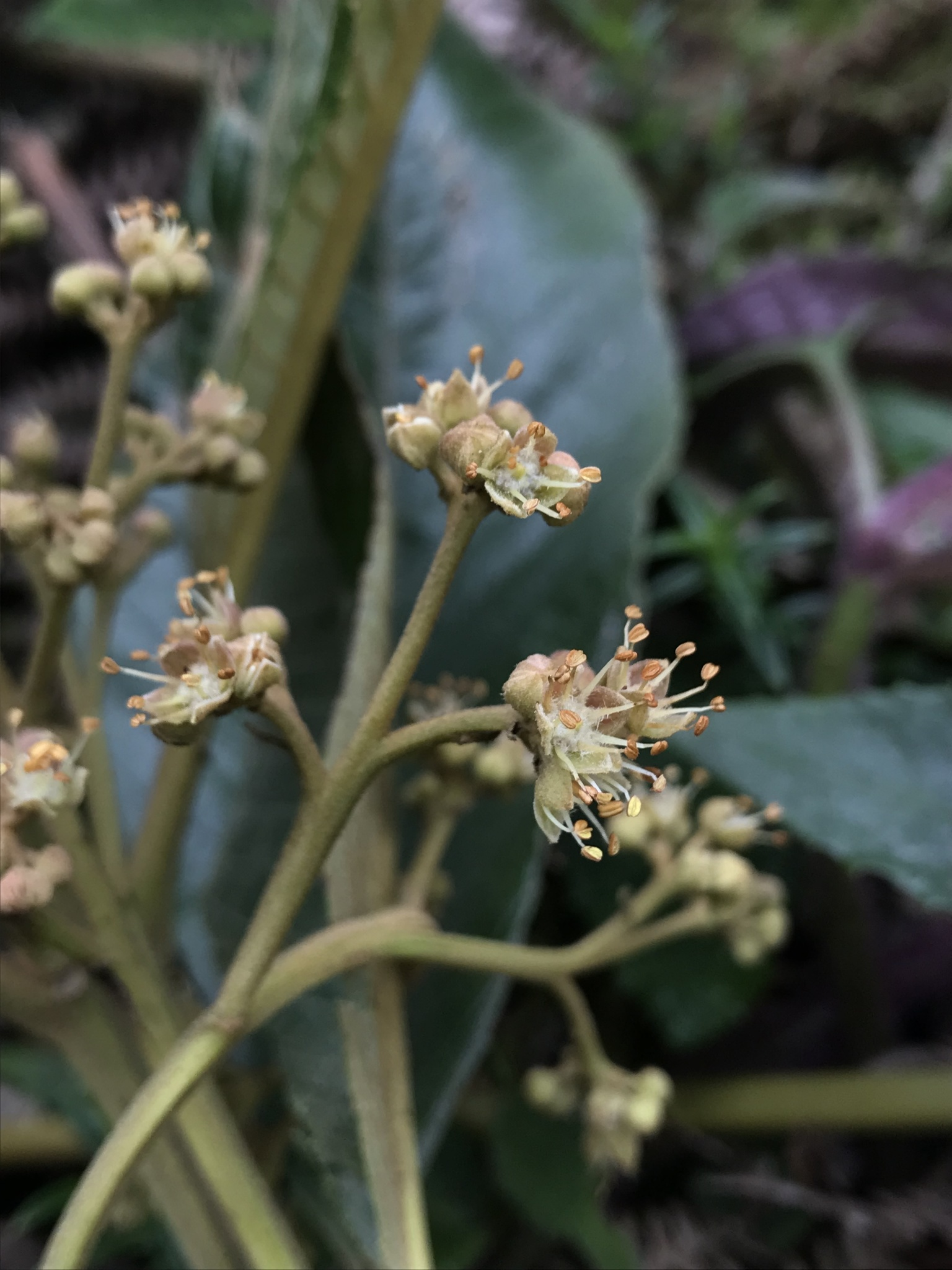
Kwiaty Brunellia acutangula

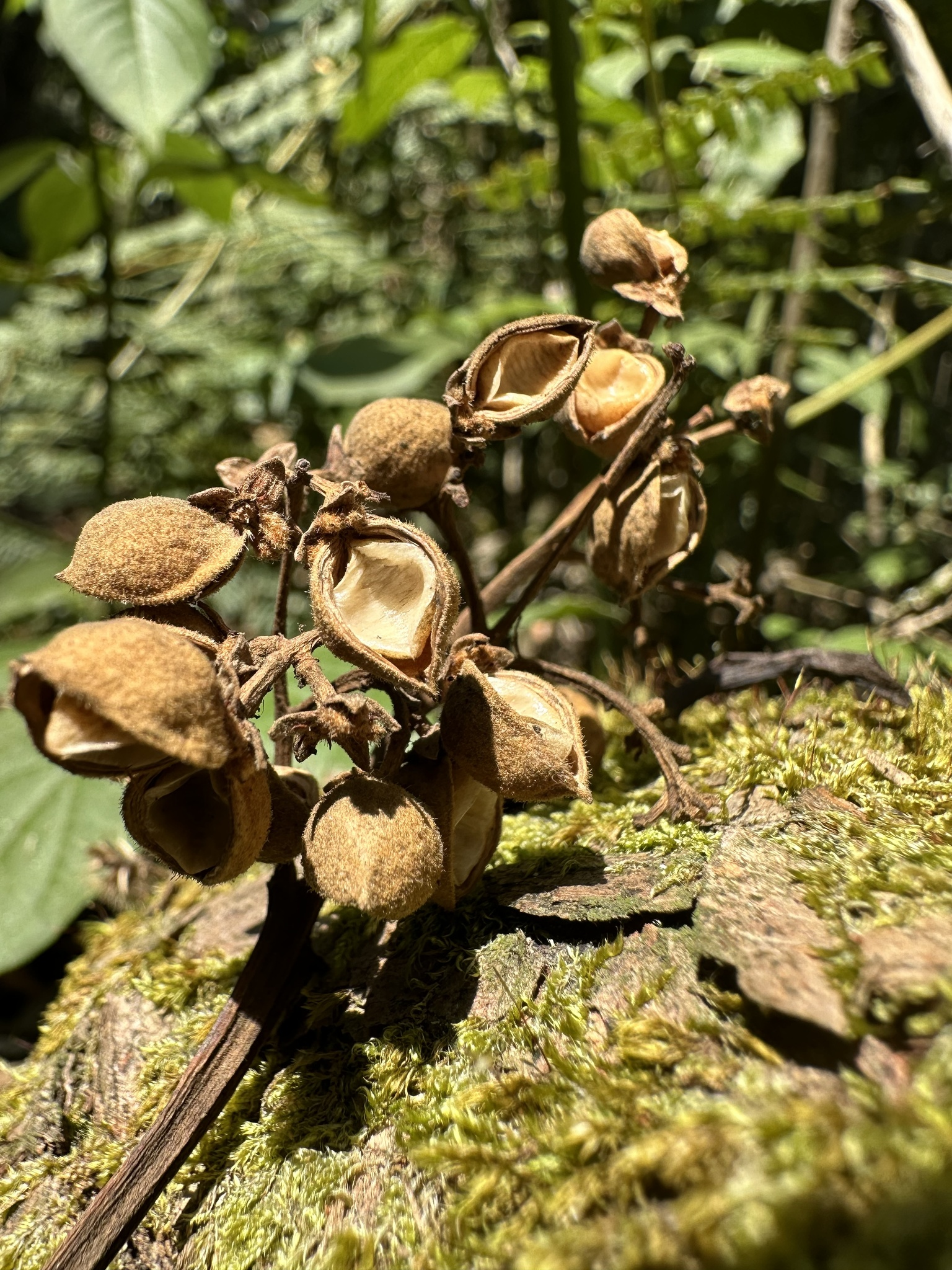
Owoce Brunellia acutangula

PokrójDrzewa osiągające do 40 m wysokości, zwykle z gęsto owłosionymi młodymi pędami, liśćmi i kwiatami (włoski są jednokomórkowe). Pędy są zwykle kanciaste.
LiścieNaprzeciwległe, zwykle pierzaste, z listkami naprzeciwległymi, trójdzielne, rzadziej niepodzielone i wówczas wyrastają w okółkach. Drobne przylistki szybko odpadają i czasem bywa ich więcej niż dwa. Blaszka liściowa skórzasta, od góry lśniąca, na brzegu silnie ząbkowana.
KwiatyDrobne, wyrastają w wierzchotkach w kątach liści lub na szczytach pędów. Zwykle obupłciowe, rzadziej jednopłciowe. Kwiaty pozbawione są korony kwiatu. Działki kielicha zwykle w liczbie 5–6 (rzadziej 4, 7, 8) są u nasad zrośnięte i trwałe. Do kielicha przylega 8–10 łatkowy dysk miodnikowy. Pręciki w liczbie 8–10 wyrastają w dwóch okółkach we wcięciach między łatkami dysku miodnikowego. Ich nitki są cienkie i owłosione. Słupki są wolne, z 2–3 owocolistków (rzadziej bywa ich więcej). Każdy owocolistek wyciągnięty jest na szczycie w długą, zagiętą, czasem haczykowatą szyjkę z ze zbiegającym znamieniem wzdłuż ich powierzchni doosiowej. Każda zalążnia zawiera po dwa zalążki.
OwoceMieszki ze skórzastymi okrywami oddzielającymi się od pergaminowatego endokarpu, zwykle gęsto, żółto lub czerwono owłosione. W każdym mieszku dojrzewa 1–2 nasiona z grubą, twardą i lśniącą łupiną.

## Systematyka
Pozycja systematyczna według APweb (aktualizowany system APG IV z 2016)
Jedna z rodzin rzędu szczawikowców, siostrzana dla cefalotowatych Cephalotaceae.
|  | bobniowate Connaraceae    |
|  |                           |
|  | szczawikowate Oxalidaceae |
|  |                           |

|  | eleokarpowate Elaeocarpaceae                                                 |
|  |                                                                              |
|  | \| \| Brunelliaceae \| \| \| \| \| \| cefalotowate Cephalotaceae \| \| \| \| |
|  |                                                                              |
|  | Brunelliaceae                                                                |
|  |                                                                              |
|  | cefalotowate Cephalotaceae                                                   |
|  |                                                                              |

|  | Brunelliaceae              |
|  |                            |
|  | cefalotowate Cephalotaceae |
|  |                            |

|  | eleokarpowate Elaeocarpaceae                                                 |
|  |                                                                              |
|  | \| \| Brunelliaceae \| \| \| \| \| \| cefalotowate Cephalotaceae \| \| \| \| |
|  |                                                                              |
|  | Brunelliaceae                                                                |
|  |                                                                              |
|  | cefalotowate Cephalotaceae                                                   |
|  |                                                                              |

|  | Brunelliaceae              |
|  |                            |
|  | cefalotowate Cephalotaceae |
|  |                            |

|  | bobniowate Connaraceae    |
|  |                           |
|  | szczawikowate Oxalidaceae |
|  |                           |

|  | eleokarpowate Elaeocarpaceae                                                 |
|  |                                                                              |
|  | \| \| Brunelliaceae \| \| \| \| \| \| cefalotowate Cephalotaceae \| \| \| \| |
|  |                                                                              |
|  | Brunelliaceae                                                                |
|  |                                                                              |
|  | cefalotowate Cephalotaceae                                                   |
|  |                                                                              |

|  | Brunelliaceae              |
|  |                            |
|  | cefalotowate Cephalotaceae |
|  |                            |

|  | eleokarpowate Elaeocarpaceae                                                 |
|  |                                                                              |
|  | \| \| Brunelliaceae \| \| \| \| \| \| cefalotowate Cephalotaceae \| \| \| \| |
|  |                                                                              |
|  | Brunelliaceae                                                                |
|  |                                                                              |
|  | cefalotowate Cephalotaceae                                                   |
|  |                                                                              |

|  | Brunelliaceae              |
|  |                            |
|  | cefalotowate Cephalotaceae |
|  |                            |

|  | bobniowate Connaraceae    |
|  |                           |
|  | szczawikowate Oxalidaceae |
|  |                           |

|  | eleokarpowate Elaeocarpaceae                                                 |
|  |                                                                              |
|  | \| \| Brunelliaceae \| \| \| \| \| \| cefalotowate Cephalotaceae \| \| \| \| |
|  |                                                                              |
|  | Brunelliaceae                                                                |
|  |                                                                              |
|  | cefalotowate Cephalotaceae                                                   |
|  |                                                                              |

|  | Brunelliaceae              |
|  |                            |
|  | cefalotowate Cephalotaceae |
|  |                            |

|  | eleokarpowate Elaeocarpaceae                                                 |
|  |                                                                              |
|  | \| \| Brunelliaceae \| \| \| \| \| \| cefalotowate Cephalotaceae \| \| \| \| |
|  |                                                                              |
|  | Brunelliaceae                                                                |
|  |                                                                              |
|  | cefalotowate Cephalotaceae                                                   |
|  |                                                                              |

|  | Brunelliaceae              |
|  |                            |
|  | cefalotowate Cephalotaceae |
|  |                            |

|  | bobniowate Connaraceae    |
|  |                           |
|  | szczawikowate Oxalidaceae |
|  |                           |

|  | eleokarpowate Elaeocarpaceae                                                 |
|  |                                                                              |
|  | \| \| Brunelliaceae \| \| \| \| \| \| cefalotowate Cephalotaceae \| \| \| \| |
|  |                                                                              |
|  | Brunelliaceae                                                                |
|  |                                                                              |
|  | cefalotowate Cephalotaceae                                                   |
|  |                                                                              |

|  | Brunelliaceae              |
|  |                            |
|  | cefalotowate Cephalotaceae |
|  |                            |

|  | eleokarpowate Elaeocarpaceae                                                 |
|  |                                                                              |
|  | \| \| Brunelliaceae \| \| \| \| \| \| cefalotowate Cephalotaceae \| \| \| \| |
|  |                                                                              |
|  | Brunelliaceae                                                                |
|  |                                                                              |
|  | cefalotowate Cephalotaceae                                                   |
|  |                                                                              |

|  | Brunelliaceae              |
|  |                            |
|  | cefalotowate Cephalotaceae |
|  |                            |

Podział
Rodzaj: Brunellia Ruiz et Pavón, Prodr. 71. t. 12. Oct (prim.) 1794 (gatunek typowy: B. inermis Ruiz et Pavón (vide Bullock, Kew Bull. 14: 40. 1960))

- Brunellia acostae Cuatrec.
- Brunellia acutangula Bonpl.
- Brunellia amayensis C.I.Orozco
- Brunellia boliviana Britton ex Rusby
- Brunellia boqueronensis Cuatrec.
- Brunellia briquetii Baehni
- Brunellia brunnea J.F.Macbr.
- Brunellia cayambensis Cuatrec.
- Brunellia comocladiifolia Bonpl.
- Brunellia costaricensis Standl.
- Brunellia cutervensis Cuatrec.
- Brunellia cuzcoensis Cuatrec.
- Brunellia dichapetaloides J.F.Macbr.
- Brunellia dulcis J.F.Macbr.
- Brunellia ecuadoriensis Cuatrec.
- Brunellia elliptica Cuatrec.
- Brunellia ephemeropetala C.I.Orozco & Á.J.Pérez
- Brunellia farallonensis Cuatrec.
- Brunellia foreroi C.I.Orozco
- Brunellia glabra Cuatrec.
- Brunellia goudotii Tul.
- Brunellia hexasepala Loes.
- Brunellia hygrothermica Cuatrec.
- Brunellia inermis Ruiz & Pav.
- Brunellia integrifolia Szyszyl.
- Brunellia latifolia Cuatrec.
- Brunellia littlei Cuatrec.
- Brunellia lobinii Böhnert & Weigend
- Brunellia macrophylla Killip & Cuatrec.
- Brunellia mexicana Standl.
- Brunellia morii Cuatrec.
- Brunellia neblinensis Steyerm. & Cuatrec.
- Brunellia occidentalis Cuatrec.
- Brunellia oliveri Britton
- Brunellia ovalifolia Bonpl.
- Brunellia pallida Cuatrec.
- Brunellia pauciflora Cuatrec. & C.I.Orozco
- Brunellia penderiscana Cuatrec.
- Brunellia pitayensis Cuatrec.
- Brunellia propinqua Kunth
- Brunellia putumayensis Cuatrec.
- Brunellia racemifera Tul.
- Brunellia rhoides Rusby
- Brunellia rufa Killip & Cuatrec.
- Brunellia sibundoya Cuatrec.
- Brunellia standleyana Cuatrec.
- Brunellia stenoptera Diels
- Brunellia stuebelii Hieron.
- Brunellia subsessilis Killip & Cuatrec.
- Brunellia susaconensis (Cuatrec.) C.I.Orozco
- Brunellia tomentosa Bonpl.
- Brunellia trianae Cuatrec.
- Brunellia trigyna Cuatrec.
- Brunellia velutina Cuatrec.
- Brunellia weberbaueri Loes.
- Brunellia zamorensis Steyerm.